# シャルドネ (ブドウ)
シャルドネ（仏: Chardonnay）は、白ワイン用ブドウ品種。果皮が緑色の種付きブドウである。

## 名称
シャルドネの名は、フランス・ブルゴーニュのマコネにある村、シャルドネから取ったものと考えられる。マコネでは現在プイィ・フュイッセが生産されており、そこで最初に変異種が生まれた可能性がある。カリフォルニア大学デービス校のDNA型鑑定結果によれば、シャルドネ種はピノ種とグアイス・ブラン（Gouais Blanc）種との交配種として生まれたと考えられている。グアイス･ブラン種とは、クロアチア原産と思われる絶滅種である。シャルドネ種はまた、オーバイン（Aubaine）、ビーノス（Beaunois）、ムロン・ブラン（Melon Blanc）、また歴史的にはピノ・シャルドネ（Pinot Chardonnay）といった名前で知られている。

## 特徴

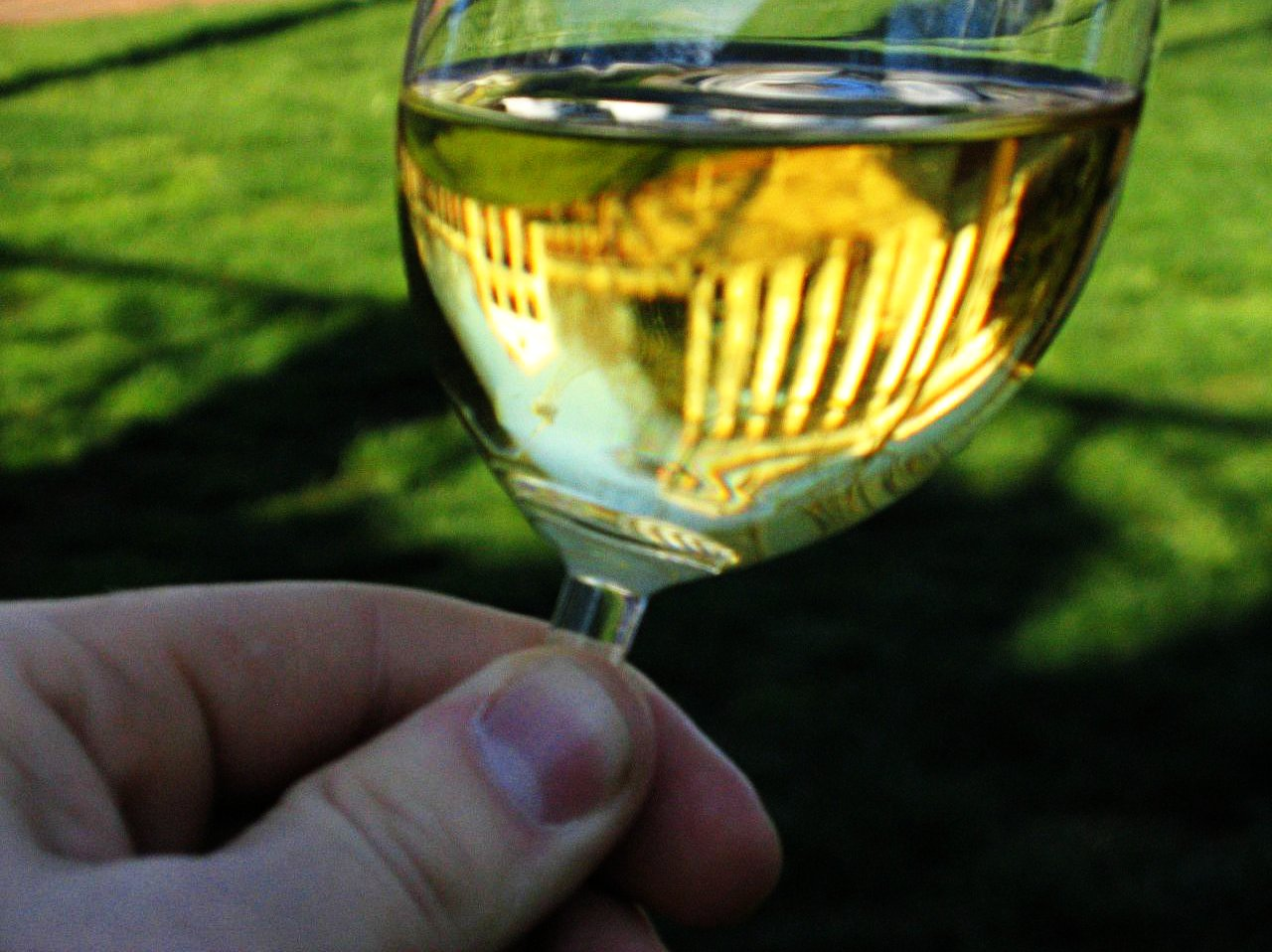
シャルドネ種から作られた白ワイン

醸造家やワイン愛好家にとっても、シャルドネ種の魅力としては汎用性が挙げられる。米国ではよく、酸味を和らげるために充分に醗酵（malolactic fermentation）させ、オーク材の樽を使う。オーク樽を使わなければ、シャルドネ種はふつう柔らかなワインに仕上がり、フルーティな香りがする。オーク樽を使うと、年月を経るうちに、スモーク、バニラ、キャラメル、バターの香りをかもし出すようになる。フランス産オークにしろアメリカ産オークにしろ、オーク樽を使用することで、樽が焼き付けられた程度に合わせて最終的なフレーバーが決まる。低予算のワインの場合、オークはステンレススチールの容器に桟やチップの形で取り入れられる。そのほうがオーク材の樽より安上がりだからである。
シャルドネ種の本家は、シャブリの醸造地域よりはるかに涼しい気候で、オーク材の使用は伝統的に人気がなかった。malolactic fermentation もまた一般的ではなかった。このためワインは酸味がはっきりした味に仕上がり、ミネラル分や純度がくっきりとする。他のブルゴーニュ・ワインの産地ではフルボディの、オークとチーズのアロマに仕上がる。
シャルドネ種はまたシャンパーニュ地方でも重要な役割を果たす。シャンパーニュには100％シャルドネ種で作られた、「ブラン・ド・ブラン」（白の中の白）のラベルのシャンパンが存在する。シャルドネ種はシャンパンに似たスパークリングワインにも使用されている。
シャルドネ種は世界中で主要銘柄としての人気を獲得している一方で、それゆえに一部のワイン愛好家からは、｢ABC｣（Anything But Chardonnay、 シャルドネ以外ならなんでもいい）と言われて敬遠されることもある。ワイン専門家のオズ・クラークは、ワイン愛飲家の一部はシャルドネ種を「無慈悲な植民者であり、世界のぶどう園と世界の味覚の破壊者｣とみなしていると書いた。

## 生産国

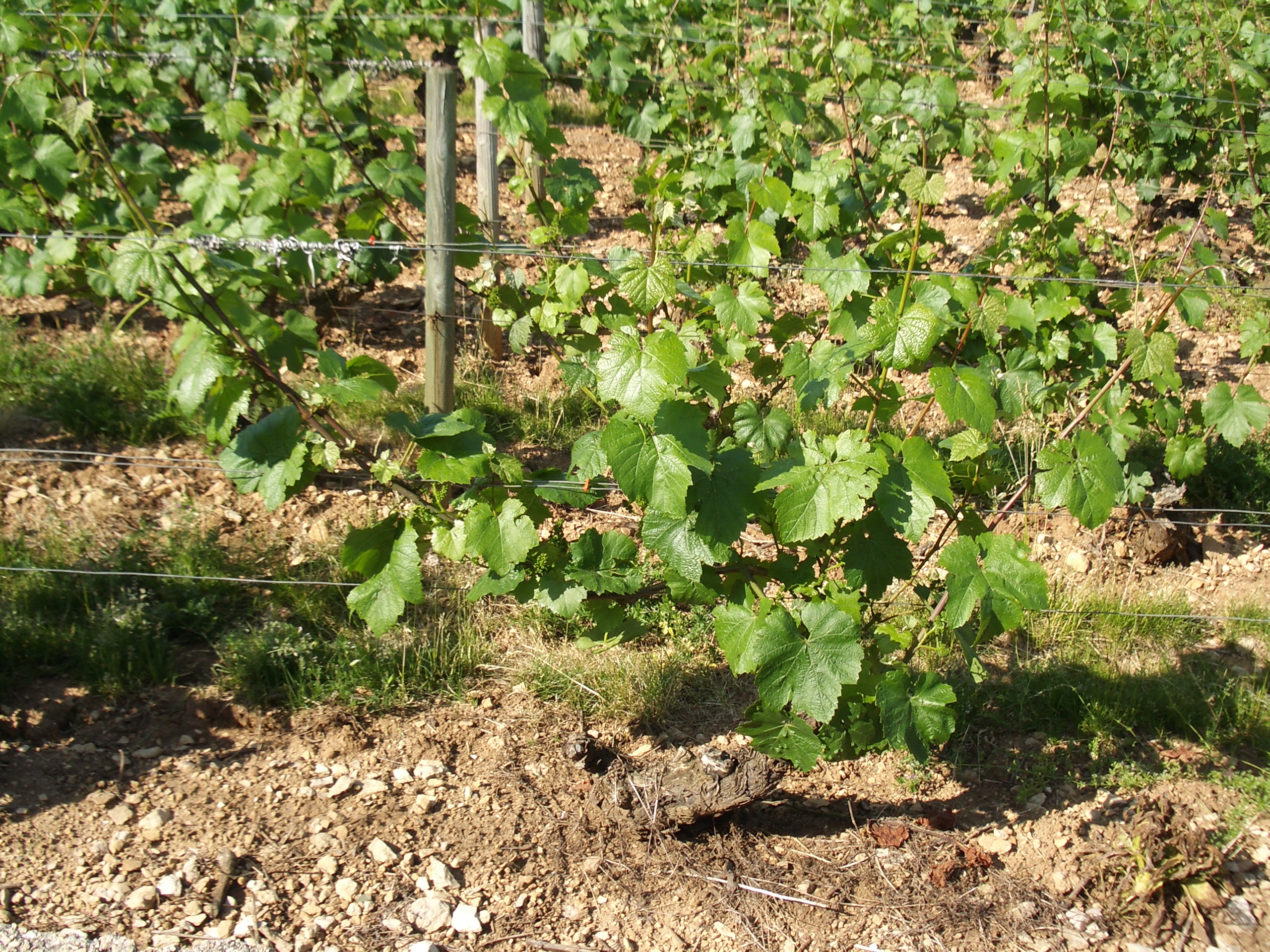
ブルゴーニュのシャルドネ種の畑

2001年の作付面積は推定140,000ヘクタールであり、全ブドウ品種の中で第8位だった。主な生産国はアメリカ合衆国（アメリカ合衆国のワイン）、フランス（フランスワイン）、オーストラリア（オーストラリアワイン）、イタリア（イタリアワイン）である。
オーストラリアとニュージーランドでは、シャルドネ種のワインは一般的な白ワインのひとつとなっている。2005年時点で、シャルドネ種はオーストラリアで最も広く栽培されているブドウ品種である。
また、オーストラリアはシャルドネをブレンドに用いる数少ない地域のひとつで、ここでは伝統的にセミヨン種と混ぜている。